# 가나 대통령
가나 공화국의 대통령(영어: The President of the Republic of Ghana)은 가나의 국가원수이자 행정수반이다. 직선제를 통해 선출되며 임기는 4년이고 1번의 연임이 가능하다. 1957년부터 1960년까지 가나의 국가원수는 엘리자베스 2세가 영국의 군주와 다른 영연방 국가의 원수였다. 총독은 가나에서 가나 군주의 대표이다. 1960년에 가나는 헌법에 의해 공화국이 되었고 군주와 총독직은 가나 대통령으로 대체되었다. 이후 군부와 민간 정권이 번갈아가며 집권했다가 1992년 현재의 헌법이 제정되었다.

## 역대 대통령 목록(1960년~현재)
| 대통령                                            | 대통령                   | 대통령                                  | 임기                     | 임기                           | 정당                     |                          |
| #                                                 | 사진                     | 이름                                    | 취임일                   | 퇴임일                         | 정당                     |                          |
| 제1공화국(1960년~1966년)                          | 제1공화국(1960년~1966년) | 제1공화국(1960년~1966년)                | 제1공화국(1960년~1966년) | 제1공화국(1960년~1966년)       | 제1공화국(1960년~1966년) | 제1공화국(1960년~1966년) |
| ------------------------------------------------- | ------------------------ | --------------------------------------- | ------------------------ | ------------------------------ | ------------------------ | ------------------------ |
| 1                                                 |                          | 콰메 은크루마 (1909~1972)               | 1960년 7월 1일           | 1966년 2월 24일 (쿠데타 축출)  | 컨벤션 인민당            |                          |
| 제2공화국(1966년~1972년), 군사정부(1972년~1979년) |                          |                                         |                          |                                |                          |                          |
| 2                                                 |                          | 조지프 아서 안크라 (1915~1992)          | 1966년 2월 24일          | 1969년 4월 2일                 | 군인                     |                          |
| 3                                                 |                          | 아콰시 아프리파 (1936~1979)             | 1969년 4월 2일           | 1970년 8월 7일                 | 군인                     |                          |
| -                                                 |                          | 니 아마 올렌누(임시 대통령) (1906~1986) | 1970년 8월 7일           | 1970년 8월 31일                | 무소속                   |                          |
| 4                                                 |                          | 에드워드 아쿠포아도 (1906~1979)         | 1970년 8월 31일          | 1972년 1월 13일 (쿠데타 축출)  | 무소속                   |                          |
| 5                                                 |                          | 이그나티우스 쿠투 아체암퐁 (1931~1979)  | 1972년 1월 13일          | 1978년 7월 5일 (쿠데타 축출)   | 군인                     |                          |
| 6                                                 |                          | 프레드 아쿠포 (1937~1979)               | 1978년 7월 5일           | 1979년 6월 4일 (쿠데타 축출)   | 군인                     |                          |
| 7                                                 |                          | 제리 롤링스 (1947~2020)                 | 1979년 6월 4일           | 1979년 9월 24일                | 군인                     |                          |
| 제3공화국(1979년~1981년), 군사정부(1981년~1993년) |                          |                                         |                          |                                |                          |                          |
| 8                                                 |                          | 힐라 리만 (1934~1998)                   | 1979년 9월 24일          | 1981년 12월 31일 (쿠데타 축출) | 인민민족당               |                          |
| (7)                                               |                          | 제리 롤링스 (1947~2020)                 | 1981년 12월 31일         | 1993년 1월 7일                 | 군인                     |                          |
| 제4공화국(1993년~ )                               |                          |                                         |                          |                                |                          |                          |
| (7)                                               |                          | 제리 롤링스 (1947~2020)                 | 1993년 1월 7일           | 2001년 1월 7일                 | 국민민주회의             |                          |
| 9                                                 |                          | 존 쿠푸오르 (1938~ )                    | 2001년 1월 7일           | 2009년 1월 7일                 | 신애국당                 |                          |
| 10                                                |                          | 존 아타 밀스 (1944~2012)                | 2009년 1월 7일           | 2012년 7월 24일 (임기중 사망)  | 국민민주회의             |                          |
| 11                                                |                          | 존 드라마니 마하마 (1958~ )             | 2012년 7월 24일          | 2017년 1월 7일                 | 국민민주회의             |                          |
| 12                                                |                          | 나나 아쿠포아도 (1944~ )                | 2017년 1월 7일           | 2025년 1월 7일                 | 신애국당                 |                          |
| (11)                                              |                          | 존 드라마니 마하마 (1958~ )             | 2025년 1월 7일           | 현재                           | 국민민주회의             |                          |